# Cerkiew Objawienia Pańskiego w Petersburgu
Cerkiew Objawienia Pańskiego – prawosławna cerkiew w Petersburgu, w eparchii petersburskiej.
Cerkiew została wzniesiona w latach 1891–1899 jako wotum dziękczynne za uratowanie cara Aleksandra III i jego rodziny z katastrofy carskiego pociągu w Borkach pod Charkowem (wydarzenie to miało miejsce 17 marca 1888) oraz ocalenie carewicza Mikołaja z zamachu, jakiego dokonał na niego japoński policjant 29 kwietnia 1891. Fundatorem budynku był fabrykant Iwan Woronin, który postanowił urządzić w cerkwi rodzinne mauzoleum. Dzięki jego funduszom mogła zostać wzniesiona cerkiew murowana, a nie, jak pierwotnie planowano, budynek drewniany.
Projekt obiektu wykonali Bronisław Prawdzik i Wasilij Kosiakow, biorąc za wzór inną świątynię wzniesioną na pamiątkę ocalenia Aleksandra III – cerkiew Chrystusa Zbawiciela w Borkach. W 1897 obiekt był prawie ukończony. Mimo tego jego konsekracja odbyła się dopiero 29 kwietnia 1899. W obrzędzie wzięli udział metropolita petersburski i ładoski Antoni oraz ks. Iwan Siergijew. 18 lipca tego samego roku poświęcono drugi ołtarz św. Jana Postnika, patrona fundatora.
Budowa i wyposażenie cerkwi kosztowały 300 tys. rubli. Świątynia reprezentuje styl bizantyjsko-rosyjski, w szczególności naśladuje wygląd moskiewskich budynków sakralnych XVII w. Łączna wysokość obiektu, razem ze złoconą cebulastą kopułą wynosi 42 metry. Ponad wejściem do cerkwi wznosi się dzwonnica zwieńczona dachem namiotowym ze znacznie mniejszą kopułką z krzyżem. Jednorzędowy ikonostas we wnętrzu, nagrodzony medalem na Wystawie Światowej w Paryżu, powstał w fabryce M. Kuzniecowa w Niżnym Nowogrodzie. Ikony na potrzeby obiektu napisał M. Postnikow. Freski na ścianach cerkwi, przedstawiające sceny z życia Chrystusa wykonał Andriej Sławcow, który dla dokładnego oddania na nich pejzażu Palestyny specjalnie podróżował w malowane miejsca. W cerkwi zainstalowano lampki elektryczne, którymi po zmroku podświetlano malowidła. W 1910 do budynku wstawiono Golgotę.
Cerkiew była czynna do 5 maja 1935, gdy została odebrana wiernym i zaadaptowana na magazyn. Ostatni proboszcz parafii Objawienia Pańskiego, ks. Wasilij Miedwiecki, został następnie aresztowany i rozstrzelany. W czasie II wojny światowej obiekt został trafiony pociskiem i doznał silnych zniszczeń wskutek pożaru.
Rosyjski Kościół Prawosławny odzyskał cerkiew w 1991. W roku następnym w budynku podjęto prace restauracyjne, zaś w 1995 na nowo umieszczono krzyż na głównej kopule.

## Galeria

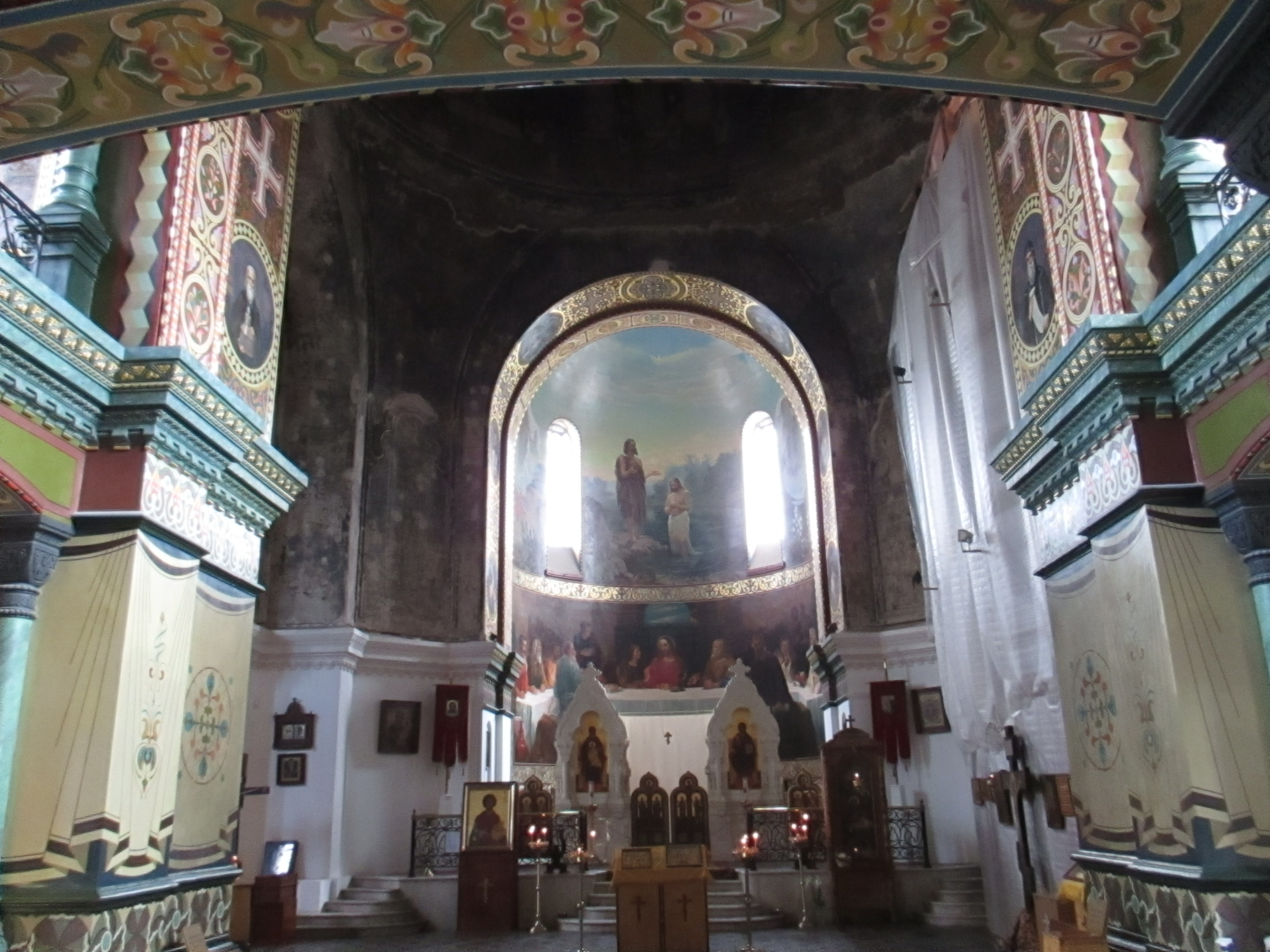
Wnętrze
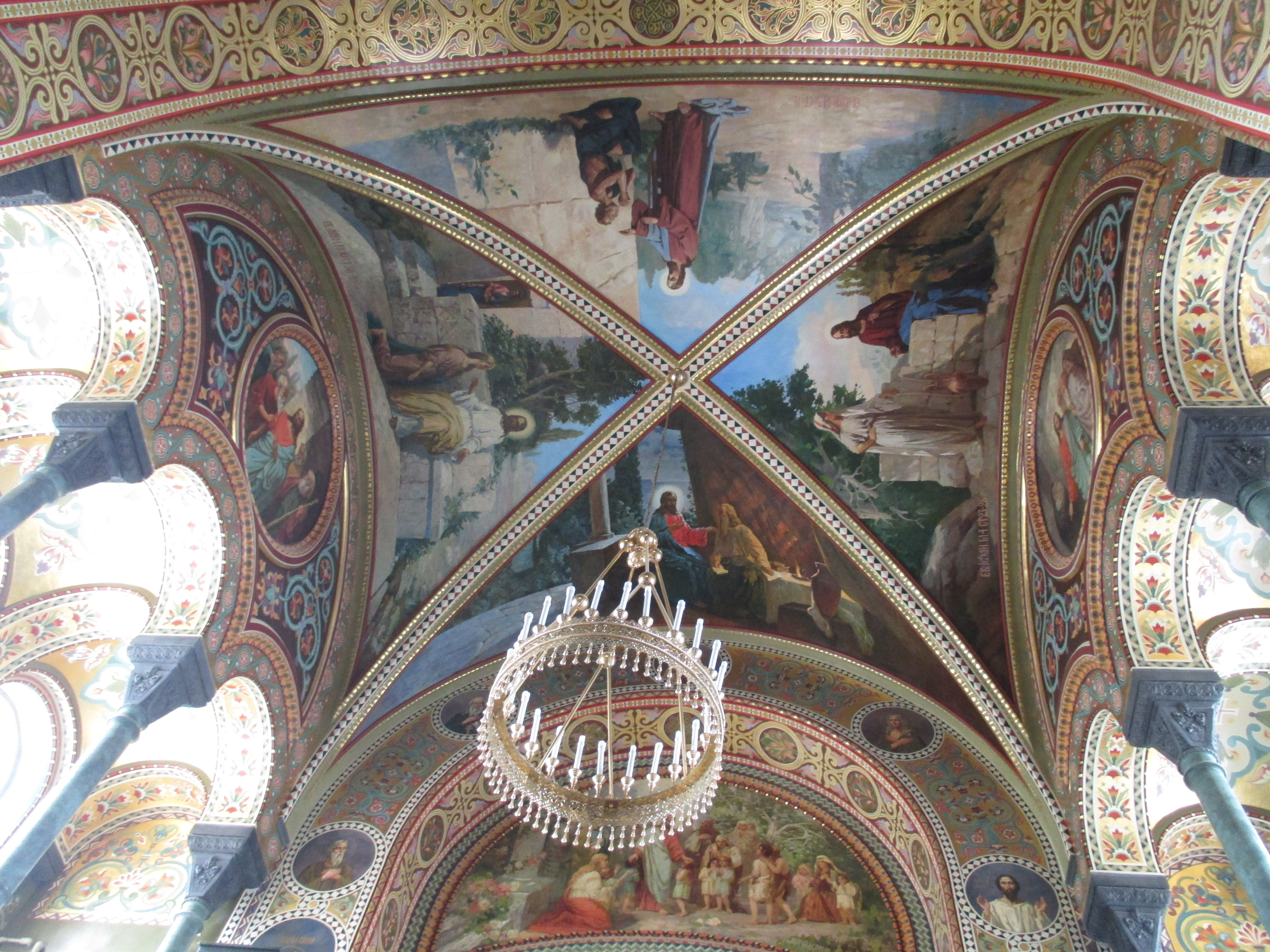
Sklepienie
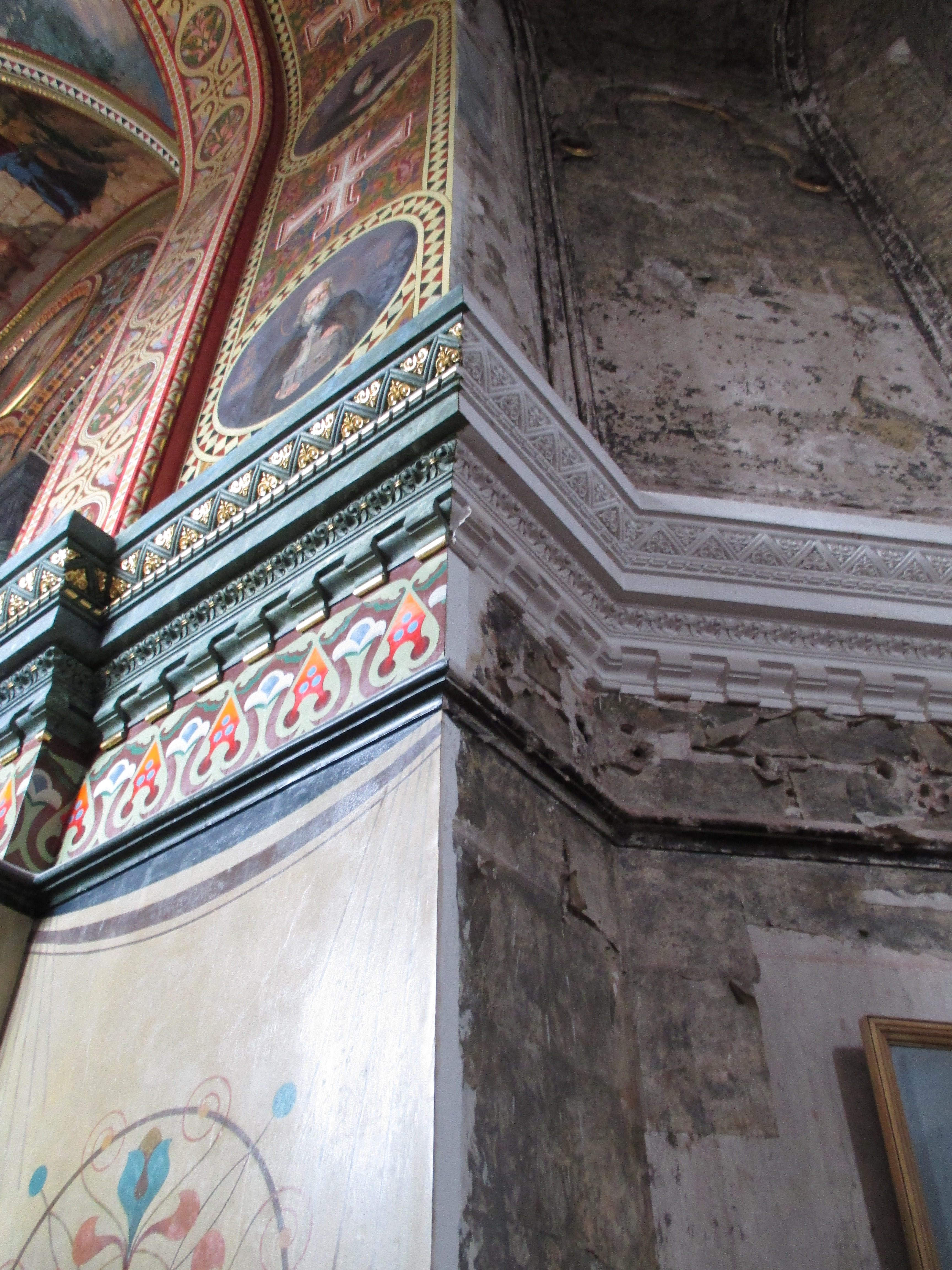
Kolumna i fragment łuku